# Malisa Zini
Malisa Zini (Buenos Aires el 5 de marzo de 1921 - idem. 25 de febrero de 1985) cuyo nombre de nacimiento era María Luisa Zambrini, fue una actriz de cine, teatro, televisión y radio argentina. 

## Primeros años
Era la hija menor de Americo Zambrini, empleado bancario y Adela Zambonini, ama de casa. Es interesante señalar que creció en un hogar en la cual la figura paterna era conflictiva, cosa rara para la época. Por línea materna, era nieta de Mariano Zambonini, "maestro de Patagones", una figura emblemática de Carmen de Patagones (provincia de Buenos Aires, Argentina) que entre otros, fue maestro de Luis Piedrabuena. Mostraba precocidad y resultaba hiperkinética. Al terminar sus estudios primarios concurrió al Teatro Infantil Lavardén donde estudió declamación con Blanca de la Vega y Alfonsina Storni y a mediados de la década de 1930, al igual que su condiscípula Delia García –Delia Garcés-, ingresó al Conservatorio Nacional dirigido por Antonio Cunill Cabanellas. De esa época la recordaba años después el actor Oscar Valicelli: «Malisa nos sorprendía a todos, porque su vocabulario no era el común en una jovencita y, además, no se callaba nada: no había para ella temas que fueran tabú. Además, era muy suelta en los ejercicios y tenía una simpatía arrolladora».

## Sus inicios en el cine
En 1936 hizo su debut cinematográfico en la película protagonizada por Luis Sandrini y dirigida por Manuel Romero, Don Quijote del altillo, sin que ella, al igual que Tilda Thamar que también actuaba, figuraran en los créditos. Tampoco figuró en el Juan Moreira dirigido por Nelo Cosimi ese mismo año, donde trabajó como extra.
Al año siguiente trabajó en ¡Segundos afuera! dirigida por  Chas de Cruz y Alberto Etchebehere y protagonizada por Pedro Quartucci acompañado por Amanda Varela - hermana de Mecha Ortiz-. En los créditos figuró con su nombre de nacimiento –María Luisa Zembrini- al igual que su compañera de filmación Delia Garcés –como Delia García- y en esa película conoció a Eva Duarte que figuraba como Eva Durante.  
También en 1937 participó en Melgarejo, escrita y protagonizada por Florencio Parravicini y dirigida por Luis José Moglia Barth. Ni ella ni Delia Garcés, que también actuaba, fueron acreditadas.
Del mismo año es Fuera de la ley, también dirigida por Romero, donde tiene un papelito  de una niñera, pero con dos escenas importantes (en la película hay un secuestro de un bebé). Pedro Marzialetti la recuerda de esa época como «una adolescente morocha y de ojos verdes muy achispados, con una soltura singular». Siempre en 1937 obtuvo otro papel –sin acreditar-  en una película de Romero, Los muchachos de antes no usaban gomina, en la que tiene un parlamento en el paseo donde toca la banda.

## La películaViento Norte
Algunas versiones indican que Malisa Zini escuchó que Ángel Magaña hablaba con Delia Garcés para cubrir un rol en Viento Norte, que iba a dirigir Mario Soffici, por lo cual esa misma noche concurrió al Estudio al mismo tiempo que Delia Garcés. La versión de esta última es que como había que rodar las escenas de noche y ella tenía miedo, Malisa Zini se ofreció a acompañarla pero aclarándole que iba a conseguir ese papel. Garcés le preguntó en sorna qué clase de chinita iba a ser con sus ojos claros y Malisa muy suelta de cuerpo le respondió que iba a trabajar con los ojos cerrados. Lo cierto es que Soffici la vio tan suelta y desenvuelta en comparación con la timidez de Garcés, que le dio el papel y figuró en los créditos ya como Malisa Zini en tanto que Garcés –que también trabajó en el filme- seguía apareciendo con su nombre verdadero. En una película en la que los protagonistas masculinos tenían absoluta preeminencia, dio vivacidad a una criollita de ojos claros, con una voz con dicción clara pero con ciertos matices extraños y, sobre todo, con una relación totalmente armónica con la cámara.

## Nuevas actuaciones en el cine
En el filme Con las alas rotas, dirigido por Orestes Caviglia en 1938, Malisa Zini  y Ángel Magaña conformaron la parejita a cargo de las pausas, en un folletín que no rindió económicamente. Años más tarde volvería a reunirlos en la pantalla Carlos Schlieper. 
Luis César Amadori dirigió en 1938 el filme Madreselva, con tuvo gran repercusión en la época,  un melodrama romántico-musical donde Hugo del Carril y Libertad Lamarque configuraron una pareja carismática y Malisa encarnaba a Delia, hermana menor de Libertad en la ficción, con una evidente mejora respecto de actuaciones anteriores. 
El crítico Abel Posadas destaca la singularidad de esta actriz:

«Su inusual presencia cinematográfica, de gran sentido lúdico, no la hacía intercambiable con otras acartonadas damas de la época. Su singularidad residía no sólo en la mirada burlona y divertida, sino también en una matemática precisión corporal. Domingo Di Núbila considera que la voz frenó un tanto sus posibilidades. No obstante, y frente a tanto chillido esperpéntico, resultaba un bálsamo. Poseía una voz singular y ningún actor que se precie carece de ella. Era precisamente esa voz la que ya denotaba compulsividad y un nerviosismo anómalo distintivo. La fonogenia de la que habla Chion le cabe a ella de manera perfecta.»

Siguió mostrándose como una muchacha independiente y agresiva en su actuación en Alas de mi patria, dirigida por Carlos Borcosque en 1939 y si se la compara con la de Delia Garcés –fue la última película que compartieron-  se encuentran dos estilos opuestos y efectivos: Zini se entrega por completo y Garcés se mantiene en un discreto segundo plano depresivo. Dirá años después Delia Garcés:

«No teníamos escenas juntas y a mí me pareció muy bien que ella se destacara tanto porque se lo merecía. Estábamos todos al final, y me acuerdo que era una mañana de frío. Luego, ya no compartimos ninguna película. Aunque ella vino a verme muchas veces al teatro. No era en absoluto competitiva y se alegraba con el éxito de los demás».

En 1939 desistió de filmar con Pepe Arias, a quien no soportaba y al año siguiente ya no exhibió su coquetería en ...Y mañana serán hombres, un folletín  dirigida por Borcosque, como pareja de Daniel Belluscio. Ese mismo año personificó  a la unitaria Mercedes Ruiz en Huella, de Luis José Luis Moglia Barth, de nuevo en pareja con Belluscio y muy bien marcada para demostrar su horror ante el asesinato de una criatura, actuación que le valió un premio de la Municipalidad de Buenos Aires.
En 1942 trabajó en una película multiestelar con la que Luis Saslavsky inició su relación con los Estudios Baires, Ceniza al viento, construida en varios episodios que giran en torno a las primeras planas de un diario. Acompaña en su episodio a Berta Singerman, en su única intervención para el cine argentino y juega en forma impecable el papel de una joven que irrumpe en la habitación de la famosa recitadora para pedir consejo pues su familia se opone a que se dedique al teatro. 
Al año siguiente tuvo un papel secundario en Los hijos artificiales, de Antonio Momplet, en pareja con Pedro Quartucci, como una muchacha que encuentra un novio cuando viene a Buenos Aires a legalizar su título de maestra. También de 1943 es Las sorpresas del divorcio, de Roberto Ratti, para EFA Establecimientos Filmadores Argentinos. En 1944 la dirigió Julio Saraceni en Nuestra Natacha, figurando su nombre en tercer lugar después de los de Amelia Bence y Esteban Serrador, pero no tuvo una feliz actuación: se la vio incómoda e inexpresiva en el rol de Marga en un filme aburrido.
El mismo año participó en un papel insignificante en La pródiga, dirigida  Mario Soffici, Leo Fleider y Ralph Pappier, que protagonizaban Eva Duarte, Juan José Míguez y Alberto Closas. Por presión de Perón el filme no se estrenó en ese momento y recién fue exhibido en 1984. Fue durante su rodaje que Zini inició su amistad con quien luego sería Eva Perón. También comenzó a participar en Lauracha, una película que tuvo cuatro directores: Ernesto Arancibia, Enrique Cahen Salaberry, Antonio Ber Ciani y Arturo García Buhr que terminó de rodarse en 1946. Para Zini fue un trabajo solo discreto como la novia de García Buhr pero le sirvió para cimentar su amistad con Amelia Bence, una actriz no muy querida por sus colegas debido a su competitividad. 
Luego vino Corazón de turco, un filme para lucimiento de  Alí Salem de Baraja que dirigió en 1945 Lucas Demare para la productora Pampa Film. Por esa época se le recrudecieron algunos problemas de salud a los que se agregó una tendencia al sobrepeso que combatía con regímenes alimenticios a los que ocasionalmente agregaba anfetaminas. 
Trabajó para Artistas Argentinos Asociados en el melodrama Nunca te diré adiós, de Lucas Demare. Su personaje fue Mercedes, una muchacha que después de intentar suicidarse comienza a creer en la vida cuando llega a ella Médanos, el personaje de Ángel Magaña. Zini, que figura cuarta en los créditos luego de Magaña, Zully Moreno y Orestes Caviglia, hizo una excelente labor y obtuvo un nuevo premio de la Municipalidad como Actriz de Reparto.
Siguieron Cumbres de hidalguía, de Julio Saraceni en 1949, con Roberto Airaldi y Ricardo Passano, en el cual no convence en su rol de Adriana, una muchacha con padre inválido y El extraño caso de la mujer asesinada, de Boris Hardy, con María Duval –fue su último filme-, Jorge Rigaud y Francisco Martínez Allende, sobre guion basado en una obra de Miguel Mihura y Álvaro de Laiglesia, actuando como Raquel, con los tonos justos, recordándose su perfecto timing en una escena en que Martínez Allende se esfuerza por dictar una carta y la temperatura va subiendo. De 1948 es Tierras hechizadas, junto a Carlos Cores dirigidos por Emilio Guerineau.

## Filmando conCarlos Schlieper
Schlieper era un director obsesionado por los detalles que cronometraba cada toma y estudiaba cuidadosamente los encuadres; además, trajo al cine argentino una nueva visión de la mujer. Así 

«Es posible hallar en los personajes de Malisa Zini algo de la marcación que Lubitsch impuso a la Madame Tura de Carole Lombard en Ser o no ser (To Be or Not to Be, 1942). Esto es, la concentración en el hombre que tiene delante, a quien mira con un embeleso directamente relacionado con el sexo. El realizador había descubierto a Zini en un intento malogrado de comedia que se llamó El extraño caso de la mujer asesinada …Asimismo y como era un gran frecuentador del teatro la había visto en un repertorio en el que la actriz se había destacado por su singular manera de disparar las líneas …Para Schlieper ella era la perfecta señora-cabeza-hueca con intenciones muy claras con respecto al hombre.»

Cuando besa mi marido es una adaptación de Ariel Cortazzo y Schlieper de la obra Sexteto de Ladislao Fodor, y además de Zini la protagonizaron Ángel Magaña, Juan Carlos Thorry, Amelita Vargas, Marga Landova y Alberto de Mendoza. 
Zini estuvo realmente muy bien en el rol de un ama de casa dislocada y proclive a perder la cabeza cuando descubre que el amigo –Magaña- de su marido -Thorry- no es, precisamente, un ingenuo. 
También de 1950 es Arroz con leche, con los mismos protagonistas salvo Esteban Serrador reemplazando a Thorry. Malisa Zini encarnó a Mónica Vieytes –una novia que por su exagerada superstición se niega a dar el “sí” en la iglesia- que supone que debe conseguir un marido a cualquier precio. Con un elenco de apoyo destacado: el eterno valet Carlos Enríquez, la histérica María Esther Podestá y Héctor Calcaño como el psiquiatra -ambos padres de Mónica- y una serie de muchachas que incluye a Susana Campos, Schlieper no dio resuello al público y transformó a Zini en la encarnación en la pantalla de la mujer burguesa de las décadas de 1940 y 1950, con todas las contradicciones inherentes a ello. En el imaginario colectivo Zini era una mujer de armas llevar, alguien que no pierde tiempo cuando debe enfrentarse con un hombre que le gusta. 
En el mismo año 1950 apareció en La culpa la tuvo el otro, dirigida por Lucas Demare, una película para lucimiento de Luis Sandrini donde ella, como Nelly, y Florindo Ferrario, en el papel de Trujillo, demostraron  que la frivolidad bien puede ser divertida. Patricia Castell lo rememoraría años después:

"«Malisa pasaba por un gran momento. No teníamos escenas que compartir pero daba gusto verla trabajar con Sandrini porque se mantenía por completo ajena a la improvisación y era muy rápida. No actuaba y su frivolidad aparecía como absolutamente natural. Demare nos tenía muy sujetos, pero era imposible no sonreír cuando ella y Sandrini se movían delante de la cámara. Creo que él le tenía un poco de miedo porque ella era imprevisible, siempre dentro de lo que se marcaba en los ensayos. Mucho después volví a verla en teatro -estaba haciendo La mujerzuela respetuosa- y aunque valía la pena, me pregunté por qué razón no se había mantenido en la frivolidad que le iba tan bien. No era nada superficial. Al contrario. A mí, que siempre me ha costado mucho la comedia, Malisa me provocaba admiración en ese género».

En 1951 apareció en la modesta producción de Catrano Catrani, Mujeres en sombra, donde se la ve con sobrepeso y, además, insegura en las primeras escenas, en el rol de una empleada que delinque, con actuaciones muy festejadas de la protagonista Olinda Bozán y de Elisa Christian Galvé, en el reparto. Al año siguiente trabajó con Juan José Míguez en la comedia Marido de ocasión, dirigida en forma ineficiente por Adelqui Millar. Además de por la falta de timing de Míguez se la recuerda por el sopapo de Zini que, dentro de la trama, recibió la rubia Renée Dumas.
Para entonces había adquirido mala reputación en el medio cinematográfico y crecían los rumores de alcoholismo. Cuando Schilieper  se dispuso a filmar Los ojos llenos de amor, una comedia de Abel Santa Cruz que había tenido gran éxito en teatro y la convocó como protagonista, Zini fue a su casa y mantuvo con él una conversación en la que juró portarse como una profesional y así lo hizo. Siguió un severo régimen y se tiñó el pelo de negro, porque el rubio le daba un glamour excesivo para el papel de una extra llamada Elena Zampagnotti que iba a interpretar. Finalmente su imagen fue la adecuada y  aunque tal vez no pueda dar los veintidós años que exige el guion actuó con la técnica requerida y, a pesar de las alambicadas situaciones de Santa Cruz, el elenco guiado por Schlieper en unos pocos decorados, consiguió lo que se proponía. En una trama que la muestra tratando de atrapar a Aníbal Ferrán -el galán de los hogares, interpretado por Angel Magaña-, Zini demostró que conservaba técnica segura.

## Tiempo de declinación
En noviembre de 1953 actuó en Canal 7 de televisión (el único en ese momento) en Marido a precio fijo y en 1954 participó en un ciclo de teatro por televisión dirigido por Miguel de Calasanz. Mientras seguía actuando en el teatro, filmó para la productora Porteña Film dirigida por Mario Lugones en 1954, La cueva de Alí Babá con Gogó y Tono Andreu, un desastre pergeñado por Julio Porter, en el rol de dueña de la boite que da título a la película, llevando amplias faldas disimulando su sobrepeso. Por esa época hubo que suspender algunas funciones del teatro Liceo donde presentaba La señora presidenta debido a su errático comportamiento. Padecía una aguda crisis depresiva y un severo pico psoriático que los corticoides no ayudaron a curar.

## Teatro
Hacia fines de la década de 1930 tuvo sus primeros papeles en el escenario teatral por encima del nivel de mero acompañamiento como hasta entonces, y una de las primeras obras en las que actuó fue Cyrano de Bergerac.
En 1953 bajo la dirección de Antonio Cunill Cabanellas actuó en la reposición de Sueño de una noche de verano de William Shakespeare, ofrecida en el Colón y con el mismo director al frente del Teatro General San Martín encarnó diversos personajes en lo que se denominó la Fiesta del Género Chico Criollo. Con Luis Sandrini actuó en Cuando los duendes cazan perdices, obra de Orlando Aldama que fue uno de los mayores éxitos de taquilla del teatro argentino y cuando dejó la obra -no hubo ningún problema con Sandrini, simplemente se cansó- la sustituyó en su papel Malvina Pastorino.
Más adelante actuó con gran éxito en el teatro Comedia en la representación de La puta respetuosa, de Jean Paul Sartre, que ofrecía junto a Lautaro Murúa y Daniel de Alvarado al punto que fue invitada a representar la obra en París, pero rechazó el ofrecimiento.

## Radio
En 1953 en Radio Splendid se dedicó durante un mes al Radioteatro de las Estrellas con la versión de Mujeres casadas y un sábado por la noche en Radio El Mundo ofreció en Cine-Lux -junto a Santiago Arrieta y Lalo Harbín-, una adaptación radial de Caídos en el infierno.

## Su carrera luego de la caída de Perón
La caída de Perón le acarreó –además de múltiples interrogatorios oficiales- su exclusión del cine y cuando Francisco Petrone –que había estado prohibido durante el peronismo- pasó a dirigir el canal de televisión, le prohibió la entrada al mismo. Tuvo un intento de suicidio y luego publicó en los diarios una carta abierta dirigida a Petrone.
En una puesta de Lisístrata o la asamblea de las mujeres de Aristófanes dirigida por Alfredo Bettanín que causó revuelo entre los críticos teatro, Zini continuó con popularidad su carrera teatral hasta que la temporada tuvo que suspenderse por un incendio de la sala, el Teatro del Lago –situado en el Jardín Botánico-, que nunca fue aclarado. Luego continuó en otros dos éxitos: Proserpina y el extranjero de Omar del Carlo –que después se convertiría en una ópera- y Narcisa Garay, mujer para llorar de Juan Carlos Ghiano, estrenada en 1959 con Hilda Suárez en el protagónico. Ese mismo año actuó en Maribel y la extraña familia de Miguel Mihura, en la compañía de Amelia Bence-Juan Carlos Mareco -figuraba en cartel francés- y obtuvo buenas críticas. 
Su trabajo fue cada vez más esporádico hasta que en mayo de 1970 y en la Botica del Ángel, Bergara Leumann la presentó, por orden alfabético, en Setenta pecados siete, con autores y directores varios. Entre otros actores prestigiosos que participaron se encontraban José María Gutiérrez, Cipe Lincovsky, Mecha Ortiz y Eva Dongé. Da idea del estado físico de Zini el hecho de que pudiera protagonizar La Gula.
En 1970 realizó su última aparición en cine en el filme El sátiro dirigido por Kurt Land. Tiempo después recordó Nathán Pinzón que la actriz «estaba muy deprimida, aunque nunca delante de la cámara. Se reencontró con Pedro Quartucci y como era una persona querible, creo que todos la tratamos bien. No hubo incidente alguno, pero el rol era muy breve para ella. Estaba desconocida, muy avejentada».  Durante junio y agosto de 1972 Alejandro Romay puso en pantalla por Canal 9, el programa humorístico La bocina con veteranos intérpretes entre los que se contó Malisa Zini

## Vida personal
Se casó con Rodolfo Traverso y comenzaron sus problemas personales.  Durante parte de 1948 y marzo de 1949 su nombre estuvo sentimentalmente ligado al de Amedeo Nazzari. Posteriormente se convirtió en la mujer del Director de Institutos Penales Roberto Pettinato. Luego su nueva pareja conocida fue Mario Danesi. En la década de 1960, se la vinculó al por entonces gobernador de Tucumán, Celestino Gelsi.

## Actividad en política
Según Silvana Roth, «Malisa adhirió al peronismo de inmediato. En su caso, no se trataba de una cuestión emotiva. Estaba segura de que se hallaba ante un movimiento que acabaría con la injusticia en Argentina. Hasta su ex marido, Traverso, la acompañaba a las manifestaciones». Malisa Zini en 1950 integró la primera comisión directiva del Ateneo Cultural Eva Perón, una institución dirigida por Delia Parodi y Fanny Navarro destinada a captar artistas y realizar propaganda para el régimen peronista. En marzo de 1953 a la salida de un acto en el Teatro Colón, Zini se acercó al presidente Perón y, a los gritos, antes de que la custodia la apartaran, le dijo que lo rodeaban muchos corruptos. Perón la citó a la residencia de Austria y allí la actriz le dio un detallado informe. El presidente encargó al general León Bengoa que investigara y el 8 de abril en un discurso por la cadena de radios afirmó: «Irá a la cárcel hasta mi propio padre si es ladrón». Todo el mundo entendió que se refería a su cuñado Juan Duarte, cuya caja fuerte en la Casa Rosada fue forzada esa misma noche retirándose todos los documentos, mientras la ciudad hervía de rumores. Al día siguiente fue encontrado muerto en su departamento en un episodio que todavía suscita dudas.
Al regresar el peronismo al poder la designaron Directora del Departamento de Desarrollo y Renovación Urbana de la Comisión Municipal de la Vivienda, cargo que ocupó entre 1973 y 1975 pero con el golpe de Estado de 1976 se hundió definitivamente. Nélida Romero recordaba haberla visto por última vez «cuando ya se había extraviado. Murmuraba incoherencias y hablaba de nuestro posible regreso al teatro con una comedia. Era difícil entender qué quería decir». El 25 de febrero de 1985 falleció a consecuencia de un cáncer.

## Filmografía
- El sátiro (1970). Dir.Kurt Land.
- Los ojos llenos de amor (1954). Dir. Carlos Schlieper.
- La cueva de Ali-Babá (1954). Dir. Mario C. Lugones.
- Marido de ocasión (1952). Dir. Adelqui Millar.
- Mujeres en sombra (1951). Dir. Catrano Catrani.
- Volver a la vida (1951). Dir. Carlos Borcosque.
- La culpa la tuvo el otro (1950). Dir. Lucas Demare. .... Nelly
- Piantadino (1950). Dir. Francisco Mugica.
- Arroz con leche (1950). Dir. Carlos Schlieper.
- Cuando besa mi marido (1950). Dir. Carlos Schlieper.
- El extraño caso de la mujer asesinada (1949). Dir. Boris H. Hardy.
- Tierras hechizadas (1948). Dir. Emilio Guerinau.
- Cumbres de hidalguía (1947). Dir. Julio Saraceni.
- Nunca te diré adiós (1947). Dir. Lucas Demare.
- Lauracha (1946). Dir. Arturo García Buhr, Ernesto Arancibia, Antonio Ber Ciani y Enrique Cahen Salaberry.
- La pródiga (1945). Dir. Mario Soffici.
- Nuestra Natacha (1944). Dir. Julio Saraceni.
- Las sorpresas del divorcio (1943). Dir. Roberto Ratti.
- Los hijos artificiales (1943). Dir. Antonio Momplet.
- Ceniza al viento (1942). Dir. Luis Saslavsky.
- Huella (1940). Dir. Luis José Moglia Barth.
- Corazón de turco (1940). Dir. Kurt Land.
- ...Y mañana serán hombres (1939). Dir. Carlos Borcosque.
- Alas de mi patria (1939). Dir. Carlos Borcosque.
- Madreselva (1938). Dir. Luis César Amadori.
- Con las alas rotas (1938). Dir. Orestes Caviglia. .... Fanny
- Viento Norte (1937). Dir. Mario Soffici.
- Fuera de la ley (1937) (sin acreditar)  Dir. Manuel Romero. .... Niñera
- Melgarejo (1937). Dir. Luis José Moglia Barth. .... Invitada 3
- Los muchachos de antes no usaban gomina (1937). Dir. Manuel Romero. .... Amiga de Camila
- ¡Segundos afuera!  (1937). Dir. Chas de Cruz y Alberto Etchebehere.
- Don Quijote del altillo (1936) (sin acreditar). Dir. Manuel Romero. .... Amiga de la chica.